# Tresviri monetales
Nell'antica Roma i tresviri monetales (o triumviri monetales, al singolare tresvir e triumvir monetalis)  erano dei magistrati monetari con compiti esecutivi che sovraintendevano, nei riguardi dello Stato, al funzionamento e al controllo della zecca e alla regolarità delle emissioni monetarie, di cui dovevano controllare il peso e la lega. Nel loro ruolo si occupavano della "monetazione ordinaria", contrapposta alla monetazione straordinaria, che poteva essere disposta anche da altri magistrati in conseguenza di specifiche esigenze.
Nel corso della media Repubblica, dal 139 a.C. in avanti, i tresviri iniziarono a coniare monete più personalizzate ove rappresentavano i loro lignaggi, le conquiste dei loro antenati o personaggi di primo piano. Dalla dittatura di Cesare in poi, però, la loro libertà di farlo diminuì, e nel periodo imperiale il conio delle monete raffigurò soltanto l'imperatore e la sua famiglia. La magistratura continuò ad amministrare la produzione di monete anche durante l'età imperiale, fino a esaurirsi al tempo di Aureliano.

## I compiti e la nomina
La denominazione ufficiale era tresviri monetales aere argento auro flando feriundo (spesso abbreviato in III VIR AAAFF), cioè triumviri monetari per fondere (flando) e battere (feriundo) bronzo (aere), argento e oro (auro). Su un denario serrato di Manio Aquillio, senatore nel 74 a.C., (Aquilia 2) troviamo al dritto l'iscrizione "III VIR"; la stessa scritta la troviamo sul rovescio di diversi bronzi di Augusto. Talvolta l'abbreviazione è III VIR A.P.F., ossia ad pecuniam feriundam.
Quella del triumvir monetalis era una delle cariche del vigintivirato. Si trattava di incarichi di minore responsabilità che permettevano di accedere ai successivi gradi del cursus honorum. Si accedeva verso i 25 anni.
La magistratura era collegiale: i tresviri agivano quasi sempre insieme come un collegio di tre (da cui il titolo di triumviro); la durata della carica è incerta (annuale o biennale) e la presidenza del collegio veniva ricoperta a turno da uno dei triumviri. I tresviri monetales erano quindi tre giovani magistrati incaricati di controllare e far funzionare la zecca. La responsabilità era certamente grande, ma non richiedeva decisioni complesse ed era quindi adatta a dei giovani agli inizi della loro carriera politica. Per documentare tale responsabilità le monete emesse venivano firmate, tramite la legenda del nome, oppure simboli o lettere che identificavano in qualche modo il responsabile dell'emissione. La monetazione seguiva le direttive del Senato, che ordinava ai tresviri le quantità da produrre e i tempi della consegna. I loro compiti erano molteplici: andavano dalla fusione dei lingotti d'oro, al controllo della lega, del peso e dell'incisione delle monete battute, nonché dei conti della zecca.
Accanto alla monetazione regolare, si avevano a volte emissioni particolari che potevano essere emesse sia sotto la responsabilità dei triumviri, sia da altri magistrati: esistono monete emesse da pretori, da questori o dagli edili identificate dall'iscrizione CUR. X. FL. S. C. che sta per curator denariorum flandorum ex senatusconsulto. Le emissioni straordinarie erano in qualche modo identificate, ad esempio con la sigla SC (Senatus Consultum) o EX SC.
Il loro nome deriva dall'ubicazione della zecca romana, che si trovava sul Campidoglio, nei pressi del tempio di Giunone Moneta. Il tempio sorgeva sul luogo da cui era partito l'allarme lanciato dalle oche sacre a Giunone per l'assalto notturno dei Galli, allarme che aveva permesso di salvare la città. In memoria di questo episodio era stato elevato un tempio a Giunone detta "Moneta", cioè "colei che avverte" (dal latino monere).
Non c'è accordo tra gli studiosi sul fatto che questi magistrati venissero eletti o nominati. Michael Crawford ritiene che i tresviri venissero eletti dalla cittadinanza romana, anche se questa magistratura non permetteva loro l'ammissione al Senato. Andrew Burnett invece, avendo notato un significativo numero di legami familiari tra i tresviri e i consoli in carica nello stesso anno, suggerisce che la loro nomina fosse decisa dai consoli.

## Storia
| Roma, denario                                                                                           | Roma, denario                                                                    |
| --- | -------------------------------------------------------------------------------- |
| |                                                                                  |
| Diana destra, con arco e faretra sulla spalla. SC davanti                                               | Vittoria su biga; A e numero (XXXXV) sotto; TI. CLAVD TI. F / {AP. N} in esergo. |
| Denario con il nome del magistrato: Tiberio Claudio Nerone, figlio di Tiberio, nipote di Appio. 79 a.C. |                                                                                  |

Non si conosce con esattezza la data di istituzione della carica dei tresviri monetales, che si può collocare intorno alla metà del III secolo a.C. Prima di quella data erano i censori a vigilare sulla monetazione, ma forse persero tale competenza a causa del degrado qualitativo delle ultime emissioni di quadrigati.
Durante la seconda guerra punica diversi magistrati con imperium coniarono monete, che firmarono con l'abbreviazione del loro nome o della loro località; questa pratica fu presto adottata dai monetari, che coniavano esclusivamente a Roma (le prime emissioni a Roma erano state fino ad allora anonime). Lo scopo di questo provvedimento era quello di identificare il magistrato responsabile di ogni moneta, al fine di garantire una qualità standard.
Inizialmente i Romani coniavano tipi di monete che rimanevano identici per lunghi periodi di tempo, con l'obiettivo di emettere modelli pubblici alla maniera delle città-Stato greche (analogamente alla civetta di Atena sulle monete greche). Sulle prime monete romane sono tipicamente raffigurati degli dei, la personificazione di Roma e i Dioscuri. Su molte monete romane è presente la legenda del nome, un monogramma, dei simboli, oppure delle lettere che identificano in qualche modo il responsabile dell'emissione: poteva anche essere presente il richiamo ai fasti e alle memorie della famiglia del magistrato.
La monetazione della Repubblica romana cambiò radicalmente nel 139 a.C. dopo il voto della lex Gabinia, che prevedeva votazioni segrete per le elezioni dei magistrati. La nobilitas non poteva più influenzare la folla e la monetazione rappresentava uno strumento per promuovere la propria immagine. I tresviri scelsero allora temi legati alla vittoria (con allori, trofei, o la dea Vittoria) o ai doveri dell'edile (distribuzione del grano e organizzazione di giochi pubblici).

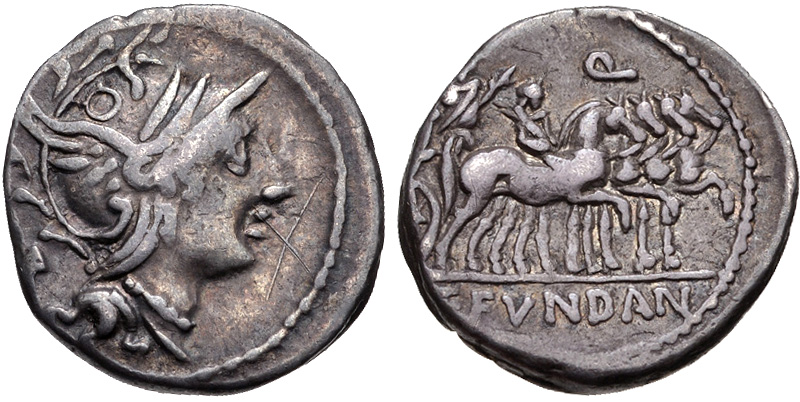
Denario di Gaio Fundanio. il dritto raffigura Roma, il rovescio Gaio Mario trionfatore su di un carro; il giovane a cavallo è probabilmente suo figlio

Nel 101 a.C. Gaio Fundanio raffigurò il trionfo di Mario su un suo denario: per la prima volta su una moneta romana veniva incisa una persona vivente. La maggior parte dei tresviri del periodo del dominio di Mario coniò monete con temi legati al loro condottiero. Durante quel periodo fu emessa un'enorme quantità di denarii a causa della guerra sociale e della guerra civile. Il tema più comune era Apollo, forse a causa della sua associazione con la libertà.
Alla fine degli anni 80 a.C, Silla fu il primo generale romano a battere moneta in proprio per finanziare la sua ribellione contro la Repubblica, nonché il primo a coniare un aureo. Dopo la sua vittoria, Silla coniò monete evidenziando la sua presunzione di discendere da Venere, ma a differenza di Mario, lasciò libertà di scelta ai tresviri. Un ulteriore mutamento si ebbe nel 54 a.C. con un denario emesso da Quinto Pompeo Rufo, nipote di Quinto Pompeo Rufo, sul quale coniò i ritratti dei suoi nonni, Silla e Rufo, che erano stati colleghi nel consolato dell'88 a.C. Questa innovazione fu presto seguita da molti altri tresviri.
Nel 49 a.C., dopo la nomina a dittatore di Cesare, ai tresviri fu inizialmente concesso di coniare monete personali, ma dal 46 in poi la loro produzione fu quasi interamente dedicata alla promozione della figura di Cesare, con monete che richiamavano gli onori che aveva ricevuto o raffiguranti divinità romane quali Venere (la dea tutelare di Cesare), la Vittoria e la Fortuna. Nel 44 a.C., per motivi politici Giulio Cesare aumentò temporaneamente a quattro il numero dei tresviri, divenuti quindi quadrumviri monetales; vennero coniati denarii con la testa di Cesare, e per la prima volta il ritratto di un romano vivente comparve su una moneta, alla maniera di un monarca ellenistico. Negli anni successivi all'assassinio di Cesare la produzione dei monetari fu principalmente personale, ma andò via via scemando dato che i membri del secondo triumvirato (Augusto, Marco Antonio e Lepido) avevano una propria monetazione dinastica con i loro ritratti.
Dopo che Augusto sconfisse Marco Antonio nella battaglia di Azio nel 31 a.C., i monetari ripresero a coniare le monete personali per alcuni anni. Augusto, intorno all'anno 27 a.C., riportò il loro numero a tre e da quel momento le monete delle zecche imperiali sono riferite solo all'imperatore e alla sua famiglia. Numerose iscrizioni indicano che la magistratura continuò ad amministrare la produzione di monete anche durante l'età imperiale: in effetti, nonostante Traiano avesse affidato la responsabilità della produzione monetaria ai procuratores monetae, la carica di triumvir monetalis perdurò fino a Gallieno, scomparendo infine sotto Aureliano.